# Timbres de France 1852
Cet article recense les timbres de France émis en 1852 par l'administration des Postes.
Les timbres émis en 1852 sont les premiers depuis septembre 1850.

## Généralités

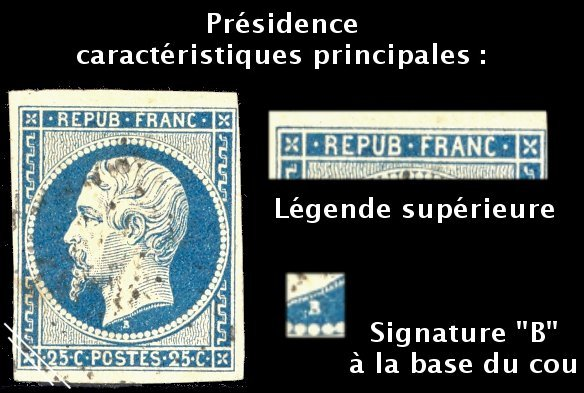
Caractéristiques du type Présidence

Les deux timbres émis en 1852 sont au type président Louis-Napoléon Bonaparte et portent les mentions : « REPUB FRANC / POSTES », le premier pour "République française". La valeur faciale est exprimé en centime et en franc français.

### Tarifs
Les tarifs en usages sont ceux du 1er janvier 1849 pour le port local, et ceux du 1er juillet 1850 pour le régime intérieur. Voici les tarifs qui peuvent être réalisés avec un seul des timbres émis en 1852.
Tarifs intérieurs :
- 10 c. bistre : 
  - lettre de moins de 7,5 grammes circulant à l'intérieur du même arrondissement postal,
  - lettre de moins de 15 grammes circulant à l'intérieur de la même ville (de même pour Paris à partir du 1er juillet 1853).
- 25 c. bleu :
  - lettre de moins de 7,5 grammes à destination du reste du pays (Algérie et Corse comprises) jusqu'au 1er juillet 1854.

Toutefois, les timbres de la série Cérès restent encore en usage, dans l'attente de leur remplacement au fur et à mesure de l'épuisement des stocks, c'est le cas du 1 franc rouge carmin, du 15c vert, et du 40c orange.

### Oblitérations
À partir du 1er janvier 1852 est mis en service une nouvelle oblitération apposée sur le timbre-poste en remplacement de la grille de 1849 : un losange de points (8 points par 8 points sur le côté) comportant au centre l'indicatif du bureau postal. 
À partir de mars 1852, tous les bureaux ayant reçu et mis en usage leur losange « petits chiffres » (« PC » pour les marcophiles), les oblitérations « grilles » deviennent exceptionnelles.
La première nomenclature comprend 3739 numéros : dans l'ordre alphabétique du no 1 : Abbeville, au no 3703 : Yvré-L'Évêque, pour la métropole et la Corse, puis de 3704 (Alexandrie) à 3709 (Smyrne) pour les bureaux de poste français à l'étranger, puis de 3710 (Alger) à 3739 (Tlemcen, département d'Oran), pour les bureaux d'Algérie.
Les bureaux créés par la suite recevront un numéro dans l'ordre d'apparition (du numéro 3740 au numéro 4494, dont Monaco : no 4222, après le rattachement de la Savoie et du comté de Nice à la France).
Voir : Liste des bureaux de poste français classés par oblitération Petits Chiffres
À Paris, le bureau central utilise une étoile à 6 branches (type étoile de David) de points dite « étoile muette ». Les bureaux de quartiers sont désignés par une lettre majuscule : romaine au début (avec sérif) puis bâton (sans sérif) à partir de 1854. Les bureaux supplémentaires créés à Paris sont désignés par deux lettres et un chiffre (par exemple : AS, AS2, ou DS, DS2, DS3, etc) dans l'ordre de leur création.

## Légende
Pour chaque timbre, le texte rapporte les informations suivantes :
- date d'émission, valeur faciale et description,
- formes de vente,
- artistes concepteurs et genèse du projet,
- date de retrait, tirage et chiffres de vente,

ainsi que les informations utiles pour une émission donnée.

## Septembre

### Présidence,25 centimesbleu

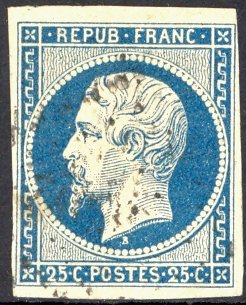
Le 25 centimes bleu Prince Louis-Napoléon Bonaparte, Président de la République.

En septembre 1852, est émis un timbre non dentelé de 25 centimes de couleur bleu sur papier blanc, au nouveau type président Louis-Napoléon Bonaparte. Il représente en médaillon un profil gauche du Prince Louis-Napoléon Bonaparte, alors président de la République française. Il remplace le 25 centimes de mêmes couleurs au type Cérès émis en juillet 1850.
Le timbre est dessiné et gravé, par Jacques-Jean Barre, graveur général de la Monnaie, d'après un daguerréotype de « l'encore » Président de la République. Il est le premier dessinateur de timbres de France à avoir signé son œuvre, d'un « B » sous le cou de l'effigie. Le timbre est imprimé en typographie à plat, en feuille de trois cents exemplaires, divisée en deux panneaux de 150 timbres (15 lignes de 10 timbres).
Tiré à près de 24 millions d'exemplaires, en un seul tirage entre le 2 août 1852 et juillet 1853, il est de couleur assez uniforme et sur un papier de qualité aussi relativement constante sur l'ensemble du tirage. Les philatélistes ont remarqué deux teintes extrêmes (mais assez proches) : bleu sur papier blanc et bleu foncé sur papier jaunâtre clair.
Il est remplacé le 3 décembre 1853 par un 25 centimes de mêmes effigie et couleur légendé « EMPIRE FRANC ».
Cette valeur a fait l'objet d'une réimpression en 1862 pour satisfaire une demande de Sir Rowland Hill (tirage : 4350 timbres-poste conservés, en grande partie au Musée de La Poste).

## Décembre

### Présidence,10 centimesbistre-jaune

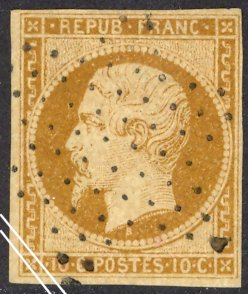
10 centimes bistre effigie du Prince Louis-Napoléon Bonaparte, Président de la République. Oblitération « étoile muette » de Paris (Bureau central)

En décembre 1852, est émis un timbre non dentelé de 10 centimes de couleur bistre-jaune sur papier blanchâtre et jaunâtre, au type président Louis-Napoléon Bonaparte. Il représente en médaillon le profil gauche de Louis-Napoléon Bonaparte, sacré empereur des Français après le coup d'État du 2 décembre 1852. Il remplace le 10 centimes de même couleur au type Cérès émis en septembre 1850.
Le timbre est dessiné et gravé, comme le type Cérès, par Jacques-Jean Barre. Il est le premier dessinateur de timbres de France à avoir signé son œuvre, d'un « B » sous le cou de l'effigie. Le timbre est imprimé en typographie à plat, en feuille de trois cents exemplaires, divisée en deux panneaux de 150 timbres (15 lignes de 10 timbres).
Tiré à plus de 8 millions d'exemplaires en deux tirages du 1er décembre 1852 à mars 1853, et de juillet à septembre 1853, il est remplacé en décembre 1853 par un 10 centimes de mêmes effigie et couleur légendé « EMPIRE FRANC ».
Cette valeur a fait l'objet d'une réimpression en 1862 pour satisfaire une demande de Sir Rowland Hill (tirage : 4350 timbres-poste conservés, une grande partie des planches est conservée au Musée de La Poste).